# Ann Brashares
Ann Brashares, född 30 juli 1967 i Alexandria, Virginia, är en amerikansk författare. 
Hon föddes i Alexandria i Virginia men växte huvudsakligen upp i Chevy Chase, Maryland. Hon studerade filosofi men behövde pengar för att fortsätta studera. Hon tog då ett sabbatsår och började arbeta som redaktör på en tidning. Snart blev hon författare på heltid. Brashares har skrivit en rad olika böcker, bland annat Sista Sommaren (med dig) som utgavs 2008. 
Brashares är bosatt i Brooklyn i New York med sin man och sina tre barn.